# Веселе (Яковлівський старостинський округ, Лозівська міська громада)
Весе́ле —  село в Україні, у Лозівському районі Харківської області. Населення становить 91 осіб. Входить до складу Лозівської міської громади.

## Географія
Село Веселе знаходиться на лівому березі річки Орілька в місці впадання в неї балки Плисова, поруч з селом проходить Канал Дніпро — Донбас. Вище за течією примикає село Степанівка, нижче за течією примикає село Орільське). Поруч проходить автомобільна дорога Р79.

## Історія
Село засноване в 1864 році і мало назву Башкатівка.
Станом на 1886 рік у селі Артельської волості Павлоградського повіту Катеринославської губернії мешкало 209 осіб, налічувалось 37 дворових господарств, існувала лавка.
В 1936 році перейменоване а село Веселе.
До 2018 року орган місцевого самоврядування — Яковлівська сільська рада.